# Meioneta rufidorsa
Meioneta rufidorsa är en spindelart som beskrevs av Denis 1961. Meioneta rufidorsa ingår i släktet Meioneta och familjen täckvävarspindlar.
Artens utbredningsområde är Frankrike. Inga underarter finns listade i Catalogue of Life.